# الطاحونة والصليب
الطاحونة والصليب (بالبولندية: Młyn i krzyż) هو فيلم من نوع تاريخي وسيرة ذاتية ودراما أُصدر في 23 يناير 2011. الفيلم من إنتاج التلفاز البولندي، وهو من إخراج ليخ مايوفسكي، أما السيناريو فكان من كتابة ليخ مايوفسكي وميخائيل فرنسيس جيبسون. الفيلم مقتبسٌ من لوحة بيتر بروغل الأكبر "الموكب إلى الجلجثة" التي رسمها عام 1564،  ويعتمد على كتاب مايكل فرانسيس جيبسون "الطاحونة والصليب" الذي صدر عام 1996. كان الفيلم إنتاجًا مشتركًا بولنديًا-سويديًا. تم الانتهاء من تصوير المشروع في أغسطس 2009. عرض الفيلم لأول مرة في مهرجان صاندانس السينمائي في 23 يناير 2011.

## القصة
تقع أحداث الفيلم في بلجيكا. يركز الفيلم على اثني عشر شخصية من أصل خمسمئة شخصية جرى تصويرها في لوحة بروخل. ويتألف الفيلم من سلسلة من المشاهد القصيرة التي تصور الحياة اليومية للفلاحين، تتخللها حوارات قصيرة من بعض الشخصيات الرئيسية، بما في ذلك بروخل الذي يشرح بنية ورمزية لوحته. ويدور موضوع معاناة المسيح في مواجهة الاضطهاد الديني في فلاندر عام 1564.

## طاقم التمثيل
- Joanna Litwin  [لغات أخرى]‏
- ماريان ماكولا  [لغات أخرى]‏، بدور طحان
- راتغر هاور، بدور بيتر بروغل الأكبر
- شارلوت رامبلينج
- مايكل يورك، بدور نيقولاس جونجهيلينك [الإنجليزية]‏

## الإنتاج
موسيقى الفيلم التصويرية كانت من تأليف ليخ مايوفسكي وJózef Skrzek ‏. في عام 1996، نشر مايكل فرانسيس جيبسون تحليلاً مفصلاً للوحة بيتر بروغل الأكبر "الطريق إلى الجلجثة" (التي تبلغ أبعادها 124 × 170 سم وتحتوي على 500 شخصية)، والمعروضة في متحف تاريخ الفن في فيينا، بعنوان Le Portement de croix de Pierre Bruegel l'Aîné (نويسيس، باريس). ثم ترجم الكتاب إلى الإنجليزية ونُشر تحت عنوان The Mill and the Cross في عام 2001 (أكاتلوس، لوزان). وصفته صحيفة نيويورك تايمز بأنه "مثير ومشوق مثل رواية تجسس من الدرجة الأولى." في يناير 2011، بدأ ليش مايفسكي إنتاج فيلم المطحنة والصليب الطويل (بعد أن تم اختيار شارلوت رامبلينغ، مايكل يورك، وروتغر هاور في أدوار البطولة). كان الفيلم مصممًا ليكون إعادة سرد سردية للوحة بروغل التي (وفقًا لجيسبون) تستحضر نوع المشهد الذي كان بروغل نفسه يشهده في كثير من الأحيان: إعدام بروتستانتي فلامندي على يد ميليشيا ملك إسبانيا.
كان الفيلم يهدف إلى دمج التقنيات القديمة والجديدة ليتيح للمشاهد أن يعيش داخل اللوحة—لوحة بروغل الفلمنكية "الموكب إلى الجلجثة" التي رسمها عام 1564، وهي لوحة ملحمية تصوّر صلب المسيح والدمار الذي لحق بوطن الفنان بسبب الاحتلال الإسباني. تم الانتهاء من تصوير الفيلم في أغسطس 2009.

## الاستقبال
اعتبارًا من يونيو 2020، حصل فيلم المطحنة والصليب على تقييم 79% على موقع تقييم الأفلام "روتن توميتوز"، بناءً على 42 مراجعة مع متوسط تقييم قدره 7.41/10. أما "ميتاكريتيك"، الذي يعتمد على المتوسط المرجح، فقد منح الفيلم درجة 80 من 100 بناءً على 17 ناقدًا، مما يشير إلى "مراجعات إيجابية عمومًا".
من جانبه، منح روجر إيبرت من صحيفة شيكاغو سن تايمز الفيلم 4 نجوم من أصل 4، وقال: "إذا شاهدت فقط اللقطات الافتتاحية، فلن تنساها أبدًا. يبدأ الفيلم بلوحة مشهورة، ومن داخل اللوحة تتحرك بعض الشخصيات وتتمشى. سنتعرف على بعض هؤلاء الأشخاص بمزيد من التفصيل." أما جو بندل فقد قال: "... أحد الأفلام البارزة في مهرجان صاندانس هذا العام".
في مراجعته لفيلم المطحنة والصليب، كتب دينيس هارفي من فارايتي: "على الرغم من أنه ليس تمارين في الواقعية الصارمة كما في الفتاة ذات القرط اللؤلؤي، فإن الفيلم يسلط الضوء على الحياة الريفية في فلاندرز بعناية محبة، من الملابس إلى الآلات البسيطة. أما المحتوى السردي للفيلم... فهو ليس بسيطًا أو دفعًا للأحداث... الفيلم ليس مملًا أبدًا، وغالبًا ما يكون ساحرًا." وأشار هارفي إلى أنه إذا تم تسويقه بشكل ذكي، فقد يكون الفيلم "اختراقًا دوليًا متأخرًا للمخرج البولندي".
من جهة أخرى، وصف نيل يونغ من هوليوود ريبورتر الفيلم بأنه "طموح لكنه محبط ومسطح". وأشار إلى أن الحوار الإنجليزي كان "في الغالب غير طبيعي" ورأى أن الفيلم "يحتوي على شعور ثقيل بالأسلوب الأوروبي البطيء". بينما في مراجعة له في مهرجان سان فرانسيسكو السينمائي الدولي، كتب المدير التنفيذي غراهام ليغات: "...السرد ليس هو الهدف—إنما الصور الاستثنائية هي. اللوحة تنبض بالحياة حرفيًا في هذا الفيلم الساحر، حيث تدخل مشاهدها الرائعة إلى ذهن المشاهد كما يدخل الحلم إلى جسم نائم."

## وصلات خارجية
- الطاحونة والصليب على موقع IMDb (الإنجليزية)
- الطاحونة والصليب على موقع ميتاكريتيك (الإنجليزية)
- الطاحونة والصليب على موقع روتن توميتوز (الإنجليزية)
- الطاحونة والصليب على موقع نتفليكس (الإنجليزية)
- الطاحونة والصليب على موقع ألو سيني (الفرنسية)
- الطاحونة والصليب على موقع Turner Classic Movies (الإنجليزية)
- الطاحونة والصليب على موقع أول موفي (الإنجليزية)
- الطاحونة والصليب على موقع بوكس أوفيس موجو (الإنجليزية)
- الطاحونة والصليب على موقع فيلمافينيتي (الإسبانية)
- الطاحونة والصليب على موقع قاعدة بيانات الأفلام السويدية (السويدية)